# Cybergoth
Cybergoth – subkultura powstała z połączenia elementów mody cyberpunk, rave i rivethead. W przeciwieństwie do tradycyjnych gotów cybergoci bardziej podążają za elektroniczną i mroczną muzyką taneczną niż za typowym gotyckim rockiem.

## Historia
Termin „cybergoth” został wymyślony w 1988 w Wielkiej Brytanii, przez Games Workshop, na określenie ich gry bitewnej RPG zwanej Dark Future. Styl ten pojawił się dopiero dekadę później. Julia Borden zdefiniowała cybergotyk jako kombinację elementów industrialu ze stylem „Gravers” (gotyckich raverów). Jest to pomieszanie tych dwóch stylów z Nowego Jorku i Londynu, które powstały w 1999 roku.

## Cyberkultura
Cybergotyk może rozważać na kilku płaszczyznach – muzycznej – jako afirmację ciężkich, mrocznych, bitowych uderzeń kojarzących się z postępem technologicznym, rozwojem muzyki EBM, TBM, Electro-industrial, na płaszczyźnie wizualnej, czyli na modzie posiadającej cechy post apokaliptycznej oraz futurystycznej oraz charakterystycznym tańcu przywołującym skojarzenia z ruchem cyborgów. Każdy filar subkultury cybergotyckiej ma związek z szeroko rozumianym rozwojem technologii.

### Ubiór

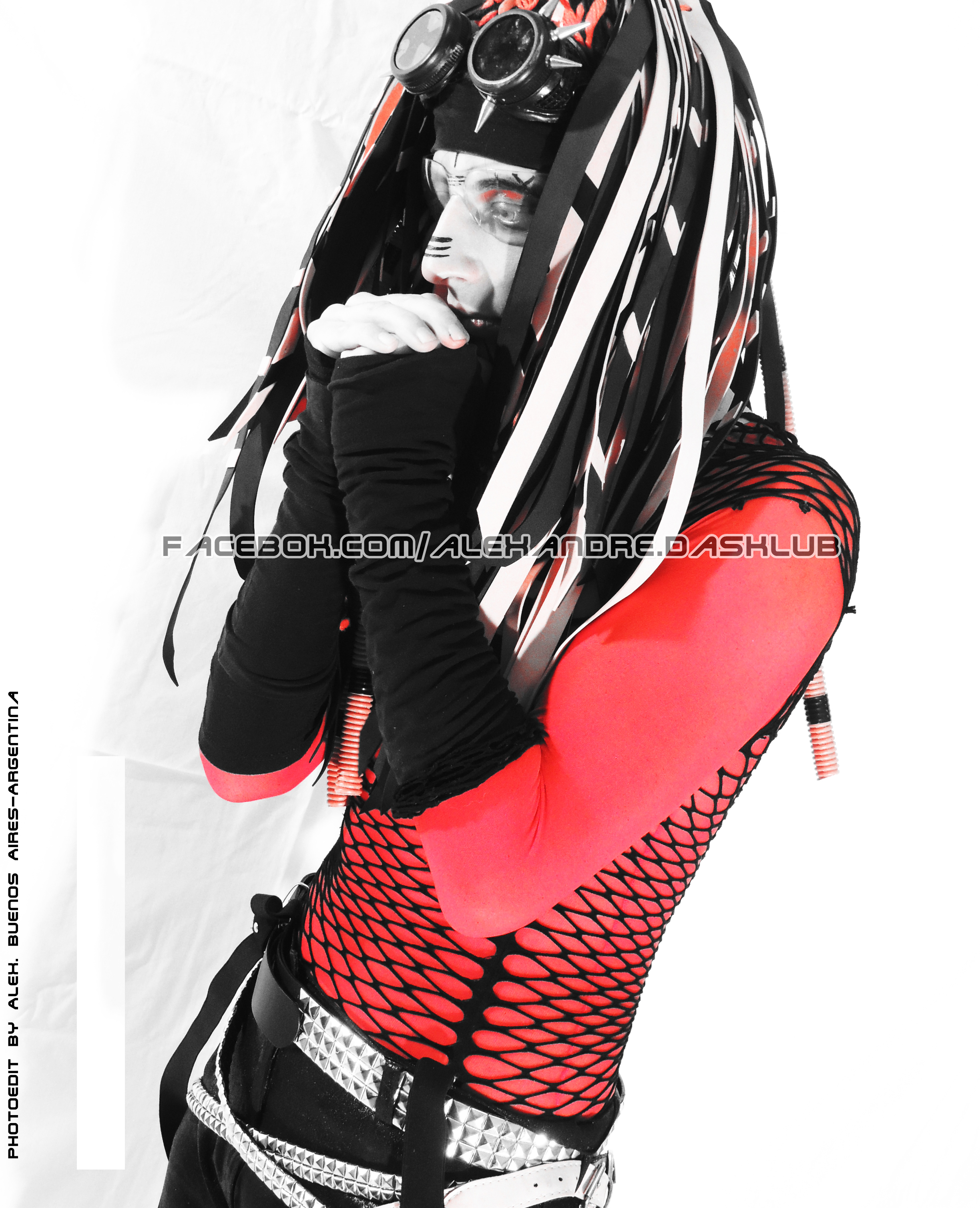

Ubiór cyber jest swoistą kompilacją stylu rave (dark rave, grave, goahead, psytrancer) oraz klasycznego gotyku. Dawniej niektórzy, a obecnie większość członków tej subkultury wyraża się poprzez stosowanie całej gamy kolorów z przeważającym kolorem czerni. Często stosuje się wszelkiej przedłużenia włosów, cyberloxy, dreadloxy, wooly dreads – wykonane z syntetycznych materiałów (pianka, plastik), półmaski przeciwpyłowe, a także wygolone głowy i asymetryczne fryzury; wysokie buty na koturnie z dużą ilością klamr oraz kolorowe soczewki.
Charakterystyczne są zbędne i niepraktyczne gadżety np.: gogle, sprzączki, klamry, zamki, pancerze. Totalny przesyt elementami fluorescencyjnymi prezentuje odmiana tego nurtu nazywana cyberkid. Ubrania cyberkida zwykle posiadają elementy świecące, fluorescencyjne i neonowe w rażących kolorach takich jak: zielony, różowy, żółty, niebieski, pomarańczowy czy fioletowy. Kobiety noszą przeważnie wysokie buty z ocieplaczami z puchu, krótkie spódniczki i spodnie na 3/4 długości, koszulki, kurtki, posiadają także baterie zasilające ich świecące gadżety. Makijaż często także jest fosforyzujący i na pewno wyrazisty. Noszą wszelkiego rodzaju bransolety, ozdoby do włosów wypełnione fluorescencyjną substancją. Mężczyźni zaś zakładają koszulki, zbroje, szerokie spodnie z klamrami oraz paskami.
Nieco inną odmianą mody, która wyewoluowała w tym samym czasie jest styl industrialny – najbardziej zamknięty na nowinki i zbliżony do stylu punkowego, nawiązując jednocześnie do ubioru militarnego. Popularne są tutaj wojskowe kurtki, bojówki, ciężkie buty oraz płaszcze, a także maski przeciwgazowe oraz mundury. Często stosuje się nawiązania do nowoczesnych materiałów – stąd nierzadko ubrania posiadają elementy metalowe, futurystyczne.

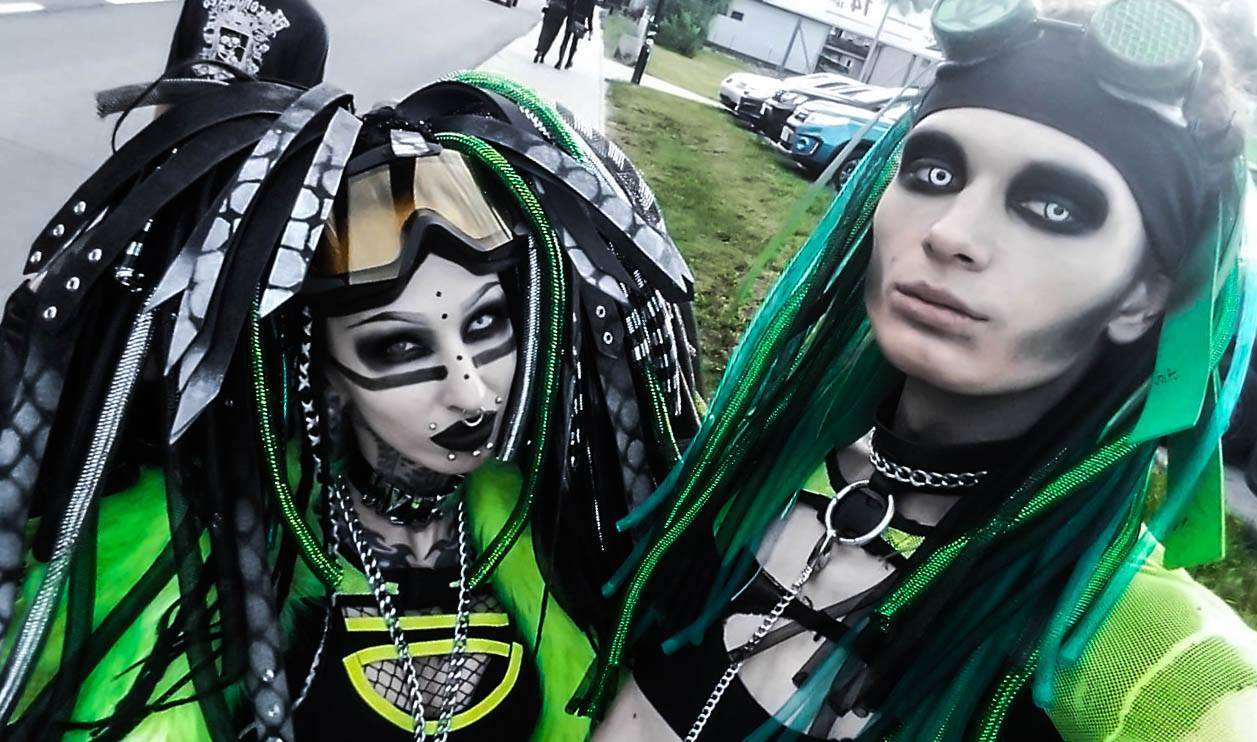
Polscy cybergoci na Castle Party w Bolkowie

### Muzyka
Zainteresowaniem cieszą się gatunki takie jak: EBM (Electronic Body Music), TBM (Techno Body Music), powernoise, futurepop, dark trance, hard dance, drum’n’bass, synthpop, gabber, aggrotech, electro-industrial, goa oraz IDM. Większość z nich opiera się na mechanicznym, szybkim bicie.

### Artyści
Przykładowi artyści popularni w subkulturze cybergotyckiej: Combichrist, Psyclon Nine, Noisuf-X, Centhron, Suicide Commando, Grendel, Phosgore. Polskimi wykonawcami są między innymi: H.EXE, Electro Fear, IRA NOCTIS czy Cube-[X].

## Środowisko
Największym skupiskiem cybergotów nadal pozostaje Internet. Najbardziej natomiast cieszą się imprezy tematyczne szczególnie te zagraniczne (Wave Gottik Treffen, Amphi Festival, Castle Party itp.).

## Polska
W Polsce styl nie jest dość znany; nie ma wielu odbiorców, nie ma jeszcze klubów przystosowanych specjalnie dla tej subkultury. Istnieją natomiast cykliczne imprezy muzyczne w większych miastach (np. SDGE w czy Vampiriada).